# Дејан Сореску
Дејан Кристијан Сореску (рум. Deian Cristian Sorescu; Нова Молдава, 29. август 1997) је румунски фудбалер који тренутно наступа за Газијантеп. Игра на позицији десног крила.

## Успеси
Раков
- Куп Пољске  (1) : 2021/22.[4]
- Суперкуп Пољске  (1) : 2022,[5] (финале: 2023)[6]

Појединачни
- Идеални тим Прве лиге Румуније: 2020/21.[7]